# Marcin Marczak
Marcin "Express" Marczak (ur. 1982 w Kętrzynie) – polski bokser występujący w kategorii junior średniej, trener i organizator imprez bokserskich.
Wcześniej uprawiał tenis stołowy, piłkę nożną i siatkówkę. Zaczął boksować w 1999 r. w rodzinnym Kętrzynie, w powstałej sekcji boksu w UKS Olimp.

## Kariera zawodowa
Marczak od 2007 pracował jako trener z licencją BBBofC w londyńskim klubie The Ring.
Karierę bokserską rozpoczął 16 września 2011 od wygranej czterorundowej walki zakończonej na punkty 40:36 z południowoafrykańskim bokserem Bheki Moyo (0-31-1). Walka odbyła się w Elephant & Castle w Southwarku w Londynie.
25 listopada 2011 w Coronet Theatre w Londynie, pokonał przed techniczny nokaut Bułgara Danny’ego Dontcheva w czwartej rundzie.
24 lutego 2012 w londyńskim Kings Cross wygrał na punkty (przez PTS 40:36) z Anglikiem Steve’em Spence’em 2-14-3
9 marca 2012 gali w angielskim Peterborough pokonał przez techniczny nokaut Litwina Oleksija Czukowa (3-6-0) w trzeciej rundzie.
23 listopada 2012 w Elephant & Castle w londyńskim Southwark wygrał przed techniczny nokaut w pierwszej rundzie z Anglikiem Scottem Woodsem (0-1-1).
6 lipca 2013 w Echo Arena w Liverpoolu w walce zakończonej na punkty 40:36 pokonuje pochodzącego z Brighton Anglika Kevina McCauleya (11-55-3).
W latach 2011-2013 pracował przy organizacji popularnych w Anglii gal white-collar boxing. Po ponad dziesięcioletnim pobycie w Anglii powrócił do Polski i zainicjował tę rozrywkową odmianę walk w założonym przez siebie gdańskim klubie bokserskim Ring3City. 

## Lista walk zawodowych
| Statystyka stoczonych walk zawodowych |
| --- |
| Zwycięstw: 11 (KO – nokautów: 5, walk zakończonych na punkty: 6) Przegranych: 0 (KO – nokautów: 0, walk zakończonych na punkty: 0) Remisów: 0 |

| Wynik      | Rekord | Przeciwnik                     | Rozstrzygnięcie | Runda        | Data              | Miejsce                                               | Uwagi           |
| ---------- | ------ | ------------------------------ | --------------- | ------------ | ----------------- | ----------------------------------------------------- | --------------- |
| Zwycięstwo | 11-0   | Siarhiej Huliakiewicz (43-7-0) | TKO             | 4 (8) 0:35   | 20 maja 2017      | Tropical club, Gołębiewo Średnie                      |                 |
| Zwycięstwo | 10-0   | Andrei Dolhozhyieu (10-18-2)   | PTS             | 4 (4x3)      | 10 grudnia 2016   | Ring 3 City, Gdańsk                                   |                 |
| Zwycięstwo | 9-0    | Andrei Hramyka (10-17-3)       | PTS             | 6 (6x3)      | 21 maja 2016      | Ring 3 City, Gdańsk                                   |                 |
| Zwycięstwo | 8-0    | Aliaksandr Abramenka (17-53-1) | TKO             | 2 (4) 2:11   | 30 stycznia 2016  | Tropical Club, Gołębiewo Wielkie                      |                 |
| Zwycięstwo | 7-0    | Kevin McCauley (11-55-3)       | PTS             | 4 (4x3)      | 6 lipca 2013      | Echo Arena, Liverpool, Merseyside                     |                 |
| Zwycięstwo | 6-0    | Scott Woods (0-1-1)            | TKO             | 1 (6x3) 1:05 | 23 listopada 2012 | Coronet Theatre, Elephant & Castle, Southwark, Londyn |                 |
| Zwycięstwo | 5-0    | Costas Osben (2-4-1)           | PTS             | 4 (4x3)      | 13 września 2012  | Millennium Hotel, Mayfair, Londyn                     |                 |
| Zwycięstwo | 4-0    | Oleksiy Chukov (3-6-0)         | TKO             | 3 (4x3) 2:53 | 9 marca 2012      | The Arena, Peterborough, Cambridgeshire               |                 |
| Zwycięstwo | 3-0    | Steve Spence (2-14-3)          | PTS             | 4 (4x3)      | 24 lutego 2012    | Camden Centre, Kings Cross, Londyn                    |                 |
| Zwycięstwo | 2-0    | Danny Donczew (4-39-0)         | TKO             | 4 (4x3) 0:38 | 25 listopada 2011 | Coronet Theatre, Elephant & Castle, Southwark, Londyn |                 |
| Zwycięstwo | 1-0    | Bheki Moyo (0-31-1)            | PTS 4           | 4 (4x3)      | 16 września 2011  | Coronet Theatre, Elephant & Castle, Southwark, Londyn | debiut zawodowy |

TKO – techniczny nokaut, KO – nokaut, UD – jednogłośna decyzja, SD - niejednogłośna decyzja, MD – decyzja większości, PTS – walka zakończona na punkty, DQ – dyskwalifikacja